# Gabriele Tinti (poet)
Gabriele Tinti (n. 18 decembrie 1979, Jesi, Marche, Italia) este un poet, scriitor și critic de artă italian.
A colaborat cu Muzeul J. Paul Getty, Metropolitan Museum of Art, British Museum, Muzeul de Artă al Comitatului Los Angeles și Muzeele Capitoline, printre multe alte instituții. Poemele sale au fost recitate de actori precum Abel Ferrara, Willem Dafoe și Kevin Spacey.

## Opere
- All Over (2013)
- Last Words (2016)
- The Earth Will Come to Laugh and to Feast (2020)
- Rovine (2021)
- Sanguinamenti (2022)
- Confessions (2023)
- Hungry Ghosts (2024)